# Исраилов, Ибрагим Узумхаджиевич
Ибрагим Узумхаджиевич Исраилов (25 августа 1945, КазАССР — 2007) — советский и российский учёный, кандидат физико-математических наук, ректор Чеченского государственного университета (1996).
В 1975 году защитил кандидатскую диссертацию по теме «Некоторые вопросы термодинамики поверхностных явлений в двух- и трёхкомпонентных жидких и кристаллических системах». В 1996 году был ректором Чеченского государственного университета. Впоследствии был проректором по заочному и вечернему образованию в том же вузе. В 2000-е годы был представителем Президента Чеченской Республики в Парламенте Чеченской Республики. Состоял в Народной партии Российской Федерации.